# چرنیاگو
چرنیاگو (به ایتالیایی: Cergnago) یک کومونه در ایتالیا است که در استان پاویا واقع شده‌است.

## خصوصیات
چرنیاگو ۱۳٫۶ کیلومترمربع مساحت و ۷۶۹ نفر جمعیت دارد و ۱۰۰ متر بالاتر از سطح دریا واقع شده‌است.